# العکیرشی
العکیرشی (به عربی: العکیرشی) یک منطقهٔ مسکونی در سوریه است که در ناحیه السبخه واقع شده‌است. العکیرشی ۴٬۳۰۴ نفر جمعیت دارد.